# Auguste François Chomel
Auguste François Chomel (Parigi, 13 aprile 1788 – 9 aprile 1858) è stato un patologo francese.
Fu professore presso l'Hôpital de la Charité di Parigi e nel 1827 subentrò a René Laennec (1781-1826) come presidente della facoltà di medicina clinica a Parigi.
Chomel era un importante membro del movimento di anatomia patologica dell'inizion del XIX secolo in Francia, che si basava sulla ricerca scientifica di Marie François Xavier Bichat (1771-1802), René Laennec e Gaspard Laurent Bayle (1774-1816). Nel 1828 ha fornito la prima descrizione di un tipo di polinevrite acuta che in seguito sarebbe stato conosciuto come sindrome di Guillain-Barré-Strohl. Il Dr. Worthington Hooker (1806-1867), nel suo libro, gli attribuisce il primo utilizzo contemporaneo dell'assioma medico: primum non nocere ("Primo, non nuocere").